# Parroquia 5 de Julio
La Parroquia 5 de Julio o simplemente 5 de Julio es el nombre que recibe una de las divisiones administrativas en las que se encuentra organizado el municipio Caroní del Estado Bolívar en el país sudamericano de Venezuela.

## Historia
El territorio fue explorado y colonizado por los españoles y formó parte de la Capitanía General de Venezuela desde 1777. En la Venezuela independiente formó parte del Cantón del Bajo Orinoco o Piacoa entre 1830 y 1856.
Entre 1884 y 1991 formó parte del Territorio Federal Delta Amacuro. Desde 1992  el sector fue una de las parroquias del Estado Delta Amacuro. El área debe su nombre a la conmemoración de la firma del acta de la Independencia de Venezuela de España, realizada el 5 de julio de 1811. 
Luego de una larga disputa territorial entre el Municipio Casacoima del Estado Delta Amacuro y el Municipio Caroní del Estado Bolívar, este último resultó beneficiado por una decisión del Tribunal Supremo de 2011 que reconoció el territorio como parte del Municipio Caroní, por una reforma de la ley de ordenamiento político territorial.

## Geografía
El territorio tiene una superficie estimada en 2428 hectáreas de superficie (24,28 kilómetros cuadrados) por lo que constituye la parroquia más pequeña del Municipio Caroní. Limita al norte y al oeste con el Río Orinoco y el Estado Monagas, al este con la Parroquia Manuel Piar del Municipio Casacoima, y al sur con el resto del Estado Bolívar.

### Lugares de interés
- Río Orinoco